# Andrena impolita
Andrena impolita är en biart som beskrevs av Laberge 1987. Andrena impolita ingår i släktet sandbin, och familjen grävbin. Inga underarter finns listade i Catalogue of Life.